# Episodi di Miami Vice (prima stagione)

Ricardo Tubbs e Sonny Crockett, i due poliziotti protagonisti della serie

La prima stagione della serie televisiva Miami Vice, composta da 23 episodi, fu trasmessa negli Stati Uniti dal 16 settembre 1984 al 10 maggio 1985, sulla rete televisiva NBC.
In Italia fu mandata in onda da Rai 2 dal 13 aprile 1986 al 19 ottobre 1986.
| nº | Titolo originale                                | Titolo italiano                        | Prima TV USA      | Prima TV Italia   |
| -- | ----------------------------------------------- | -------------------------------------- | ----------------- | ----------------- |
| 1  | Brother's Keeper: Part 1                        | Il colombiano: prima parte             | 16 settembre 1984 | 13 aprile 1986    |
| 2  | Brother's Keeper: Part 2                        | Il colombiano: seconda parte           | 16 settembre 1984 | 13 aprile 1986    |
| 3  | Heart of Darkness                               | Luci rosse                             | 28 settembre 1984 | 20 aprile 1986    |
| 4  | Cool Runnin'                                    | Gente fidata                           | 5 ottobre 1984    | 27 aprile 1986    |
| 5  | Calderone's Return: Part 1 - The Hit List       | Il ritorno di Calderone: prima parte   | 19 ottobre 1984   | 4 maggio 1986     |
| 6  | Calderone's Return: Part 2 - Calderone's Demise | Il ritorno di Calderone: seconda parte | 26 ottobre 1984   | 11 maggio 1986    |
| 7  | One Eyed Jack                                   | Jack l'orbo                            | 2 novembre 1984   | 18 maggio 1986    |
| 8  | No Exit                                         | Senza uscita                           | 9 novembre 1984   | 6 luglio 1986     |
| 9  | The Great McCarthy                              | Il grande McCarthy                     | 16 novembre 1984  | 13 luglio 1986    |
| 10 | Glades                                          | Palude                                 | 30 novembre 1984  | 20 luglio 1986    |
| 11 | Give a Little, Take a Little                    | Racket                                 | 7 dicembre 1984   | 27 luglio 1986    |
| 12 | Little Prince                                   | Il piccolo principe                    | 14 dicembre 1984  | 3 agosto 1986     |
| 13 | Milk Run                                        | Un gioco da ragazzi                    | 4 gennaio 1985    | 10 agosto 1986    |
| 14 | Golden Triangle: Part I                         | Il triangolo d'oro: prima parte        | 11 gennaio 1985   | 17 agosto 1986    |
| 15 | Golden Triangle: Part II                        | Il triangolo d'oro: seconda parte      | 18 gennaio 1985   | 24 agosto 1986    |
| 16 | Smuggler's Blues                                | Contrabbando                           | 1º febbraio 1985  | 31 agosto 1986    |
| 17 | Rites of Passage                                | Riti di passaggio                      | 8 febbraio 1985   | 7 settembre 1986  |
| 18 | The Maze                                        | Il labirinto                           | 22 febbraio 1985  | 14 settembre 1986 |
| 19 | Made for Each Other                             | Fatti l'uno per l'altro                | 8 marzo 1985      | 21 settembre 1986 |
| 20 | The Home Invaders                               | Gli invasori                           | 15 marzo 1985     | 28 settembre 1986 |
| 21 | Nobody Lives Forever                            | Nessuno vive in eterno                 | 29 marzo 1985     | 5 ottobre 1986    |
| 22 | Evan                                            | Di ricordi si muore                    | 3 maggio 1985     | 12 ottobre 1986   |
| 23 | Lombard                                         | Codice d'onore                         | 10 maggio 1985    | 19 ottobre 1986   |

## Luci rosse
- Titolo originale: Heart of Darkness
- Diretto da: John Llewellyn Moxey
- Scritto da: Anthony Yerkovich, Joel Surnow, Daniel Pyne
- Interpreti: Don Johnson- Detective James Crockett, Philip Michael Thomas - Detective Ricardo Tubbs, Saundra Santiago - Detective Gina Calabrese, Michael Talbott - Detective Stan Switek, John Diehl - Detective Larry Zito, Olivia Brown - Detective Trudy Joplin, Gregory Sierra - Lt. Lou Rodriguez, Ed O'Neill - Arthur Lawson, Paul Hecht - Sam Kovics, Cheryl Giannini - Mrs. Lawson, Suzy Amis - Penny, Ted Zurkowski - Jimmy, Brent Jennings - Jiveman, Julian Byrd - Doyle, Mal Jones - Clayburn, Julio Oscar Mechoso - Lester Kosko, Gary Richardson - Russo, Rod Ball - Renny

### Trama
Investigando su un produttore di cinema porno, Crockett e Tubbs vengono coinvolti con un agente sotto copertura dell'FBI che diventa criminale, e a sua volta coinvolto nell'omicidio di una minorenne starlet.

### Colonna sonora
- John Waite, Missing You
- Devo, Going Under

## Il ritorno di Calderone: seconda parte
- Titolo originale: Calderone's Return: Part 2 - Calderone's Demise
- Diretto da: Paul Michael Glaser
- Scritto da: Anthony Yerkovich, Joel Surnow, Alfonse Ruggiero Jr.
- Interpreti: Don Johnson- Detective James Crockett, Philip Michael Thomas - Detective Ricardo Tubbs, Saundra Santiago - Detective Gina Calabrese, Michael Talbott - Detective Stan Switek, John Diehl - Detective Larry Zito, Olivia Brown - Detective Trudy Joplin, Edward James Olmos - Lieutenant Martin Castillo, Miguel Pinero - Esteban Calderone, Sam McMurray - Jimmy 'Jimbo' Walters, José Angel Santana - Guillermo Pino, Tito Goya - Carlos Mendez, Phanie Napoli - Angelina Medera, Benjamin R. Rixson - Police Chief Albury

### Trama
Mentre cercano Calderone a Bimini, Tubbs si innamora di una donna.

### Colonna sonora
- Russ Ballard, Voices
- Tina Turner, What's Love Got to Do with It